# 杉本光伸
杉本 光伸（すぎもと みつのぶ、1942年または1943年 – ）は、日本の政治家。自由民主党所属。大阪府議会議員、大阪府議会議長、全国都道府県議会議長会長を歴任。旭日小綬章受章者。

## 来歴
- 1991年4月 大阪府議会議員選挙 和泉市選挙区 (定数2) で1位当選。2位は後の衆議院議員・中川治[3]
- 1995年4月 大阪府議会議員選挙 和泉市選挙区 (定数2) で中川とともに無投票当選[4]
- 1999年4月 大阪府議会議員選挙 和泉市選挙区 (定数2) で1位当選。2位は中川[5]。同年5月から1年間、和泉幸男副議長とともに第95代大阪府議会議長[1]。同年6月から第51代全国都道府県議会議長会長[6]。
- 2003年4月 大阪府議会議員選挙 和泉市選挙区 (定数2) で1位当選[7]
- 2007年4月 大阪府議会議員選挙 和泉市選挙区 (定数2) で3位落選[8]

## 栄典
- 2014年11月 平成26年秋の叙勲で旭日小綬章を受章[2]